# Шарапов, Николай Михайлович
Николай Михайлович Шарапов — советский хозяйственный, государственный и политический деятель, Герой Социалистического Труда.

## Биография
Родился в 1927 году в Нижегородской губернии. Член КПСС.
С 1946 года — на хозяйственной, общественной и политической работе. В 1946—1990 гг. — водитель, военнослужащий Советской Армии, водитель грузовых автомобилей, бригадир водителей автомобилей автокомбината № 16 Главмосавтотранса исполнительного комитета Московского городского Совета народных депутатов.
Указом Президиума Верховного Совета СССР от 27 октября 1982 года присвоено звание Героя Социалистического Труда с вручением ордена Ленина и золотой медали «Серп и Молот».
Делегат XXVII съезда КПСС.
Умер в Москве в 2014 году.